# Malice de Porportuk
Malice de Porportuk (titre original : The Wit of Porportuk) est une nouvelle du Nord canadien de l'écrivain américain Jack London, publié aux États-Unis en 1910. En France, elle a paru pour la première fois en 1926.

## Historique
La nouvelle est publiée initialement dans  The Times Magazine en décembre 1906, avant d'être reprise dans le recueil Lost Face en mars 1910.

## Résumé
Porportuk, le vieil usurier, a bien gagné aux enchères la jeune El-Soo, mais celle-ci s'est enfuie avec son amoureux. Courir après un chien qui ne cesse de s'enfuir de chez son propriétaire ne l'amuse plus. Il va laisser libre cours à sa malice pour l'empêcher de s'enfuir à nouveau...

## Éditions

### Éditions en anglais
- The Wit of Porportuk, dans The Times Magazine, décembre 1906.
- The Wit of Porportuk, dans le recueil Lost Face, New York ,The Macmillan Co, mars 1910.

### Traductions en français
- L’Esprit de Porportuk, traduction de Paul Gruyer et Louis Postif in Les Œuvres libres, Paris, Fayard, janvier 1926,.
- Le Jugement de Porportuk, traduction de Simone Chambon, in The White Silence and other stories/Le Silence blanc et autres nouvelles, recueil bilingue, Le Livre de Poche, 1989.
- Malice de Porportuk, traduit par Marc Chénetier, Gallimard, 2016[1].

## Source
- http://www.jack-london.fr/bibliographie